# Singapur Juniors 2012
Das Singapur Juniors 2012 fand als bedeutendstes internationales Nachwuchsturnier von Singapur im Badminton vom 26. November bis zum 2. Dezember 2012 statt.

## Sieger und Platzierte
| Disziplin    | Gold                                            | Silber                                                | Bronze                                |
| ------------ | ----------------------------------------------- | ----------------------------------------------------- | ------------------------------------- |
| Herreneinzel | Kittiphon Chairojkanjana                        | Gerald Ong                                            | Rico Hamdani                          |
| Herreneinzel | Kittiphon Chairojkanjana                        | Gerald Ong                                            | Peeranat Boontun                      |
| Dameneinzel  | Sarita Suwannakitborihan                        | Liang Xiaoyu                                          | Maetenee Phattanaphitoon              |
| Dameneinzel  | Sarita Suwannakitborihan                        | Liang Xiaoyu                                          | Thamolwan Poopradubsil                |
| Herrendoppel | Kittisak Namdash Peeranat Boontun               | Kittiphon Chairojkanjana Bowornwatanuwong Phutthaporn | Ellen Frederika Setiawan Fajar Alfian |
| Herrendoppel | Kittisak Namdash Peeranat Boontun               | Kittiphon Chairojkanjana Bowornwatanuwong Phutthaporn | Gerald Ong Sean Lee                   |
| Damendoppel  | Maetenee Phattanaphitoon Thamolwan Poopradubsil | Natcha Saengchote Sarita Suwannakitborihan            | Afni Fadilla Putri Sekartaji          |
| Damendoppel  | Maetenee Phattanaphitoon Thamolwan Poopradubsil | Natcha Saengchote Sarita Suwannakitborihan            | Onnicha Feangket Supanida Katethong   |